# Вольфгангзее
Вольфгангзее (нім. Wolfgangsee, колишня назва Аберзее) — озеро в Австрії, більшою своєю частиною розташоване в федеральній землі Зальцбург і трохи захоплює Верхню Австрію. Дуже довгий час озеро по різному позначалося на картах, і лише після Другої світової війни з розвитком туризму за водоймою закріпилася назва Вольфганзее.

## Географія
Озеро розташоване на висоті 538 метрів над рівнем моря, має площу в 13 км² і досягає в глибину 114 метрів. На його берегах розташовані населені пункти Штробль, Аберзее, Рід, Санкт-Гільген і Санкт-Вольфганг-ім-Зальцкаммергут. Між двома останніми відсутнє транспортне сполучення, дістатися з одного селища в інше можна тільки по пішохідній доріжці. Санкт-Гільген знаменитий ще й тим, що саме тут народилася і провела значну частину життя мати Моцарта.

## Туризм
У Санкт-Вольфганзі знаходиться знаменитий музей, в якому зібрані понад 1000 ляльок з усього світу — від класичних порцелянових красунь до Барбі. А підліткам і дорослим сподобається Технічний музей в сусідньому Бад Ішле, в якому виставлені різні мопеди, мотоцикли, автомобілі, трактори, локомотиви і навіть невеликі літаки.
Вольфгангзее вважається туристичним регіоном, здатним прийняти до 8500 гостей одночасно. Найбільше відвідувачів спостерігається тут в літню пору. Найчистіша вода привертає до озера нирців, багато з яких приїжджають заради так званої «францозеншанце» — придонної області, в якій знаходиться багато втоплених дерев, що утворюють незвичайний лабіринт.
Пляжі Вольфганзеє славляться своєю чистотою і доглянутістю, зелені галявини на них простягаються буквально до самої води. У Санкт-Гільген до того ж обладнаний великий пісочний майданчик для маленьких дітей.
Для любителів риболовлі Вольфганзеє може здатися справжнім раєм. Озеро буквально кишить рибою. Карась, окунь, судак, щука, голець, ряпушка, головень і навіть форель — всі вони буквально самі йдуть до рук. А наявний тут різновид коропових — перлова риба — знаходиться під охороною держави і ловити її не варто. Однак ж сам факт присутності її в озері говорить багато про що. Відомо, що ці коропи здатні жити тільки в дуже чистих водоймах.
У жовтні кожного року на берегах Вольфганзеє проходить велике селянське свято, присвячене закінченню пасовищного сезону. У ці дні на вулицях не змовкають фольклорні наспіви, подаються страви національної кухні, прикрашені вінками корови прихильно приймають пропоновані гостями частування.

## Панорама

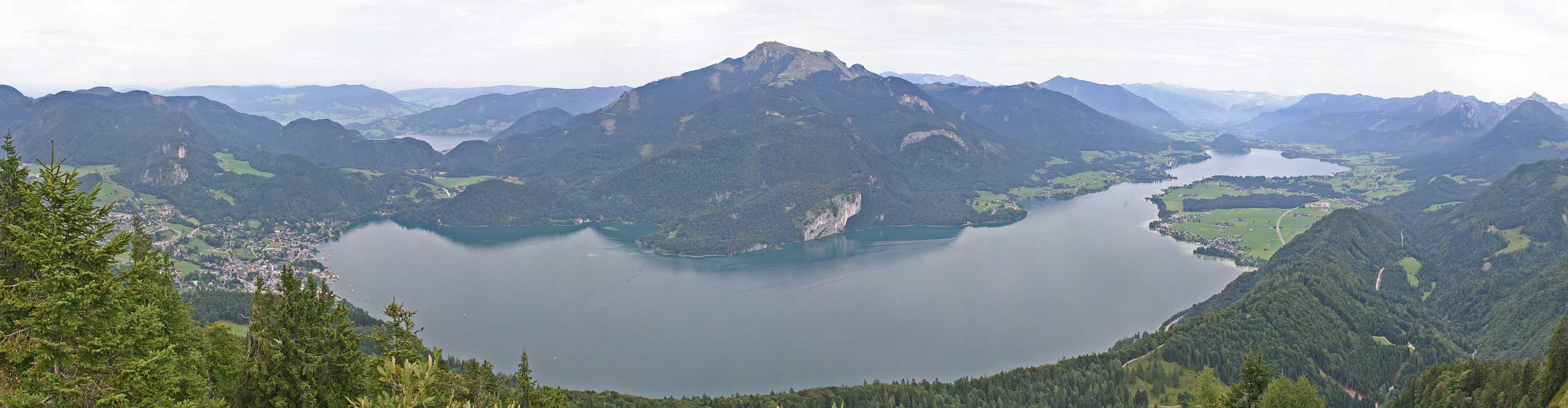
Панорама озера

| Австрія | Це незавершена стаття з географії Австрії. Ви можете допомогти проєкту, виправивши або дописавши її. |